# Григорий I Литицки
Григорий (на гръцки: Γρηγόριος, Григориос) е гръцки духовник, архиепископ на Вселенската патриаршия.

## Биография
Роден е на Крит. От 1792 до 1796 година служи като игумен на манастира „Света Богородица Камариотиса“ на остров Халки. През юли 1796 година е избран и по-късно ръкоположен за литицки архиепископ.
Умира в 1811 година.